# Ассиза «О новом захвате»
Ассиза «О новом захвате» или «О недавнем лишении владения» (англ. Assize of novel disseisin) — законодательный акт средневековой Англии, содержавший инструкции для судебного расследования королевскими юстициариями имущественных споров, вызванных новыми захватами земельных держаний. С принятием ассизы данные споры были отнесены к королевской юрисдикции. Принята в январе или феврале 1166 года на Большом королевском совете в Кларендоне под руководством английского короля Генриха II Плантагенета. Одна из четырёх так называемых «малых владельческих ассиз», регулировавших процедуры рассмотрения гражданско-правовых тяжб.

## Предпосылки принятия
Придя к власти, король Генрих II Плантагенет начал предпринимать меры по укреплению своей власти и расширению пределов королевской юрисдикции, существенно сузившхся в период длительной феодальной смуты, предшествовавшей воцарению Генриха. Особую роль в деле централизации английского королевства сыграли предпринятые Генрихом преобразования в сфере королевской юстиции. В основу реформы было положено создание постоянно функционирующей системы разъездных королевских судов, регулярно направлявшихся в графства для отправления правосудия от имени короля Англии. Разъездные суды прежде всего рассматривали дела, относящиеся к королевской юрисдикции («тяжбы короны») и представлявшие прямой интерес с точки зрения пополнения королевской казны. При Генрихе II круг этих дел постоянно расширялся; новые преступления и гражданские тяжбы передавались из юрисдикции манориальных судов и собраний графств в подсудность королевских разъездных судов посредством издания судебных ассиз, представлявших собой инструкции для разъездных судей. В гражданско-правовой сфере одним из первых таких процессуальных актов стала ассиза «О новом захвате» или «О недавнем лишении владения», установившая подсудность королевских разъездных судов в отношении тяжб о незаконном захвате свободных земельных держаний.
До реформирования Генрихом II судебной системы большинство судебных тяжб в Англии разрешалось собраниями графств и сотен или манориальными судами, возглавляемыми лордами соответствующих маноров. Королевская курия теоретически могла рассмотреть по существу любое дело, но только если пострадавшему было отказано в правосудии местными судами или ему удалось обратиться к королю за особой «королевской милостью». Сам же судебный процесс носил в тот период сакральный и строго формалистический характер, мало способствовавший действительному установлению истины по делу. По выражению академика Петрушевского, английское судопроизводство той эпохи «было более похоже на драматическое представление чем на то, что мы понимаем под судом» и состояло в произнесении определённого набора формул и в совершении установленных традицией обрядов, «скорее являясь гаданием, узнаванием воли божества, чем судом в нашем смысле». Главными процессуальными средствами доказывания в этом судопроизводстве были торжественные клятвы, которые произносили не только истец и ответчик, но и их соприсяжники, которые своей «очистительной клятвой» должны были подкреплять истинность клятв сторон судебного разбирательства. Малейшая запинка при произнесении клятв расценивалась в качестве бесспорного доказательства неправоты соответствующей стороны. Когда не удавалось установить истину при помощи произнесения клятв, судьи прибегали к «божьему суду» (испытание водой, испытание раскалённым железом, судебный поединок) как к дополнительному средству доказывания. Другой проблемой было то, что земельные тяжбы обычно рассматривались в суде того манора, на территории которого находился спорный участок земли. Этот суд возглавлял лорд этого манора, который зачастую сам и являлся ответчиком по рассматриваемому делу, незаконно отнявшим земельный участок у своего вассала или арендатора. В этой ситуации добиться справедливости в манориальном суде пострадавшей стороне было совсем уж невозможно.

## Принятие и содержание
Считается, что ассиза «О новом захвате» была принята на Большом королевском совете, созванном Генрихом II во дворце Кларендон (графство Уилтшир) в январе или феврале 1166 года, тогда же, когда была принята Кларендонская ассиза. Текст ассизы до наших дней не сохранился, но в казначейских свитках применение положений этой ассизы впервые фиксируется именно под 1166 годом («Томас Люфэм обязан 20 шиллингов согласно королевской ассизе о незаконном владении имуществом»). Ассиза «О новом захвате» стала важнейшей из четырёх «малых» владельческих ассиз, на которых до принятия Великой ассизы основывались королевские приказы о восстановлении права. Это была первая из ассиз, посвящённая защите владельческих прав, она придала строгую юридическую форму иску о возврате неправомерно захваченных земель и установила процессуальный порядок его рассмотрения и выдачи королевского приказа «о новом захвате», который теперь мог получить любой свободный землевладелец, причём за весьма умеренную плату. Сам термин «новый захват» возник из того, что суды рассматривали дела о незаконных захватах земель, совершённых после определённых дат: вначале после восшествия Генриха II на престол в 1154 году, затем после каждого возвращения короля в Англию с континента. Учитывая то, как часто Генриха II перемещался из Англии на континент и обратно, ассиза действительно стала весьма действенным процессуальным средством скорейшего возврата отнятого земельного держания. Ассиза «О новом захвате» под именно этим названием («de nova dissaisina») впервые упоминается в казначейских свитках в 1181 году.
Суть реформы заключалась в том, что судебное расследование имущественных тяжб с участием жюри присяжных Генрих II сделал достоянием каждого своего свободного подданного, превратив эту форму судебного процесса из исключительной королевской привилегии в общедоступную судебную процедуру, применяемую по всем делам о незаконном захвате свободных земельных держаний. Согласно ассизе, если свободный землевладелец обращался в королевский суд с иском о возврате «несправедливо и без суда» отнятого у него земельного держания, ему выдавался специальный королевский приказ (аналог ранее существовавшего приказа о праве — breve de recto), в соответствии с которым шериф соответствующего графства должен был отобрать двенадцать законопослушных жителей соответствующей местности, а королевский юстициарий обязан был привести их к присяге и задать им вопрос: «Правда ли, что ответчик незаконно и несправедливо отобрал у истца его земли?». Таким образом, шериф в соответствии с приказом, полученным согласно ассизе «О новом захвате», не должен был выяснять, кто и на каком основании обладает правом на спорное имущество, его задачей было установить факт владения истцом имуществом в определённую дату и факт недавнего захвата этого имущества ответчиком, на что обращал внимание ещё Брактон в своём знаменитом трактате «О законах и обычаях Англии». При утвердительном ответе присяжных земли незамедлительно возвращались истцу, а ответчик, по всей вероятности, наказывался штрафом (как это было в случае с Томасом Люфэмом). При отрицательном ответе присяжных истец, вероятно, сам подвергался штрафу за ложное обвинение. Предметом такого иска мог стать не только весь земельный участок, но и отдельные его составляющие — пастбища, сады, рвы, овраги и т. п.). Надо сказать, что данная форма процесса всё же не носила обязательного к применению характера — истец, который не мог или не хотел платить за выдачу королевского приказа «о новом захвате», мог обратиться к старой сакральной процедуре с использованием клятв и ордалий.
Рассмотрение дела в соответствии с данной ассизой было избавлено от многих формальностей, в частности, если ответчик не являлся в судебное заседание, оно могло быть проведено в его отсутствие. Важно отметить, что в качестве прототипа для королевской ассизы «О новом захвате» её разработчики взяли римский интердикт unde vi, которым претор предписывал вернуть истцу незаконно изъятую у него вещь или устранить препятствия к свободному пользованию истцом своим имуществом. На это обратил внимание ещё Мейтленд в своей работе о формах исков в английском общем праве. В английском праве и ранее использовался аналог этого интердикта — тот самый приказ о праве (breve de recto), а с принятием ассизы «О новом захвате» таким аналогом стал королевский приказ, выдаваемый на её основе.
Следует иметь в виду, что Ассиза «О новом захвате» устанавливала порядок защиты права именно свободного держания (фригольда), в то время как дела о незаконных захватах земель вилланов по-прежнему рассматривались в манориальных судах соответствующего феодала (несмотря на то, что вилланы уже имели право обращаться в королевские суды с уголовными исками). Это обстоятельство, как свидетельствуют сохранившиеся судебные протоколы XIII века, стало распространённым доводом защиты ответчиков по делам «о новом захвате», слушавшимся в королевских судах: не оспаривая требование истца по существу, ответчики зачастую утверждали, что спорное земельное держание является вилланским, а сам истец — вилланом (иногда даже вилланом самого ответчика), что, в свою очередь, влекло невозможность рассмотрения данного дела в королевском суде.

## Значение и применение
Прямым результатом введения ассизы «О новом захвате» стало существенное расширение юрисдикции королевских судов за счёт юрисдикции собраний сотен и графств, а также, что ещё более важно, за счёт юрисдикции манориальных и церковных, епископских, судов. Это, в свою очередь, ощутимо увеличило доходы королевской казны (также за счёт доходов светских и духовных феодалов), в целом укрепило власть центрального правительства и заметно улучшило организацию английского судопроизводства. Эта ассиза ввела новую специальную правовую форму защиты прав свободного держателя на землю, которая стала действенным инструментом королевского правительства в сфере регулирования феодальных земельных отношений. Передав земельные тяжбы в юрисдикцию королевских судов и поставив решение по делу в зависимость от показаний жюри присяжных, английский король добился того, что бароны не могли более безнаказанно отнимать земли у своих арендаторов и более мелких вассалов.
Судебная процедура разрешения рассматриваемой категории земельных споров, установленная ассизой «О новом захвате» (а также принятой в 1176 году ассизой «О смерти предшественника») заменила старый сакрально-формалистический процесс на более прогрессивный для того времени процесс «инквизиционный». Эта процедура оказалась столь эффективной, что Генрих II в 1186 году распространил её на все земельные споры, рассматривавшиеся королевскими судами. Это постановление короля в отчётах казначейства именовалось Великой ассизой, оно установило в Англии единообразный способ судебного рассмотрения земельных тяжб с применением жюри присяжных.
Согласно казначейским свиткам, штрафы, взысканные на основании ассизы «О новом захвате», начали поступать в королевскую казну уже в 1166 году и регулярно поступали вплоть до 1171 года. Взыскание штрафов прекратилось с временным прекращением регулярных сессий разъездных королевских судов после 1170 года; с восстановлением активности разъездных королевских судов, связанным с принятием Нортгемптонской ассизы в 1176 году, восстановился и поток денежных поступлений от штрафов за незаконные захваты земель. Статья V Нортгемптонской ассизы прямо предписывала королевским судьям «произвести расследование о захватах, произведённых вопреки ассизе с того времени, как государь-король прибыл в Англию немедленно после заключения мира между ним и королём, сыном его» (то есть с мая 1175 года). В дальнейшем, когда деятельность разъездных королевских судей приняла постоянный и регулярный характер, деньги от наложенных судами штрафов ежегодно пополняли королевскую казну до самого конца царствования Генриха II. Иск о новом захвате стал широко известен и популярен, а равно и вполне доступен для каждого свободного английского землевладельца.
Хотя аутентичный текст ассизы не сохранился, её содержание отражено в Трактате о законах и обычаях королевства Английского, составленном между 1187 и 1189 годами, авторство которого приписывается главному юстициарию Англии Ранульфу де Гленвилю. Первые формализованные приказы о праве (breve de recto, writ of right), разработанные в ходе применения ассизы «О новом захвате», относятся к 1199 году и к первым годам правления короля Ричарда I. Образец раннего, ещё не формализованного, приказа о расследовании по ассизе «О новом захвате» приводит Гленвиль в своём трактате: «Король шерифу привет. Пожаловался мне N., что R. незаконно и без судебного решения лишил его владения свободным держанием в такой-то деревне после моего последнего путешествия в Нормандию. И поэтому приказываю тебе... возвратить ему это держание со всей движимостью... и обеспечить ему мирное владение этим держанием и движимостью до конца Пасхи; и тем временем ты должен выбрать 12 свободных полноправных людей из соседней округи для обследования этой земли... чтобы к этому времени (к концу Пасхи) они явились бы передо мной лично или перед моими судьями, готовые произвести расследование. И обеспечь... чтобы вышеупомянутый R. или его бейлиф, если его самого не найдут, явился к этому сроку туда же выслушать результаты этого расследования».
Применению ассизы «О новом захвате» (а также ассизы «О смерти предшественника» и ассизы «О последнем представлении на приход») была специально посвящена статья XVIII Великой хартии вольностей, где устанавливалось, что рассмотрение дел данной категории должно производиться только в соответствующих графствах, а король или главный юстициарий четырежды в год должен направлять в каждое графство двух судей, которые бы рассматривали совместно с четырьмя избранными в графстве рыцарями дела, относящиеся к указанным ассизам.